# Stijf struisriet
Stijf struisriet (Calamagrostis stricta) is een vaste plant die behoort tot de grassenfamilie (Poaceae).

## Determinatie
De plant wordt 30–100 cm hoog met rechtopstaande, gladde stengels, die twee of drie knopen hebben. De plant vormt kruipende rizomen. De vaak ingerolde, dofgroene, ruwe, 30–60 cm lange en 1,5–5 mm brede bladeren zijn van boven geribd en bezet met vele zeer korte of langere haren. Het tongetje wordt tot 4 mm lang.
Stijf struisriet bloeit in juni en juli met een lange, smalle pluim. De zijtakken staan stijf rechtop, maar tijdens de bloei iets uitstaand. De aartjes zijn tot 3,5 mm lang. De bloem heeft aan de voet een kort, dicht behaard, penseelachtig zijasje. De bruine of violette, lancetvormige, spitse kelkkafjes zijn 3–4 mm lang. Het bovenste, 0,6–0,7 mm lange, doorzichtige kroonkafje (palea) is veel korter dan het onderste kroonkafje. Het onderste, 2,5–3,5 mm lange kroonkafje (lemma) heeft een korte naald, is op de rug dicht behaard met zeer korte stekelhaartjes en heeft aan de voet 0,6–0,75 mm lange haren die iets korter zijn dan het kafje. De bloem heeft twee stempels en drie, 2–2,5 mm lange meeldraden. De helmhokjes zijn 1,4 mm lang. 
De vrucht is een graanvrucht.

## Ecologie
Stijf struisriet komt voor op natte, vrij voedselarme grond in ruig hooiland, blauwgrasland en in trilvenen.

## Verspreiding
De soort staat op de Nederlandse Rode lijst van planten als zeldzaam en zeer sterk afgenomen. Stijf struisriet komt van nature voor in de koudere streken van het noordelijk halfrond.

## Namen in andere talen
- Duits: Moor-Reitgras
- Engels: Narrow Small-reed, Slim-Stem Small-Reedgrass
- Frans: Calamagrostide négligée